# Джеймс Монро
Джеймс Монро́ (англ. James Monroe, МФА: [mənˈroʊ]; 28 квітня 1758 — 4 липня 1831) — 5-й президент США.
За час його президентської каденції (1817–1825) президентська адміністрація придбала Флориду 1819 року; оголосила компроміс з Міссурі (1820 рік), за яким Міссурі було оголошено рабовласницьким штатом та прийняла штат Мен як вільний штат, запровадила доктрину Монро (1823 року), яка декларувала, що США виступають проти європейського втручання в обох Америках, а також розірвала всі зв'язки з Францією, які ще залишилися після війни 1812 року.

## Біографія
Народився 28 квітня 1758 року у Вашингтон-Періш, (округ Вестморленд, провінція Вірджинія), у сім'ї небагатого плантатора Спенса Монро (роки життя — 1727—1774) та Елізабет Джонс (1730—1774), котрі одружилися в 1752 році. Предок майбутнього президента, Патрик Ендрю Монро, емігрував до Америки з Шотландії в середині XVII століття.
Елізабет Джоунс і Спенс Монро одружились у 1752 році. З п'ятьох їхніх дітей четверо дожили до зрілого віку. Спенс Монро мав невелику плантацію, тож родина не розкошувала.
Майбутній президент навчався у приватній школі пастора Арчибальда Кемпбелла, і з 16 років — в коледжі Вільяма і Мері у Вільямсбурзі, що був на той час столицею Вірджинії. Коли розпочалася революційна війна, Монро вступив у вірджинський полк Континентальної армії й вже у 18 років став офіцером. У 1778 р. він одержав звання підполковника.
Протягом 1780–1783 років вивчав юриспруденцію під керівництвом Томаса Джефферсона. Джеймса й Томаса пов'язувала тісна особиста дружба, яку державці зберегли до кінця життя.
У 1782 році обраний у палату депутатів Вірджинії, потім входив до Конгресу конфедерацій. Виступав за швидке і систематичне освоєння американського заходу.
У 1788 році змагався з Джеймсом Медісоном (майбутнім президентом США) за місце в Національному Конгресі, проте перемогу тоді здобув Медісон. Та вже через два роки 32-річний Монро таки досягнув своєї мети. З 9 листопада 1790 до 29 березня 1794 року він виконував обов'язки сенатора від штату Вірджинія. Тоді ж Монро вступив до Демократично-республіканської фракції на чолі з Джефферсоном і Медісоном і став одним із лідерів партії у сенаті.
Двічі займав посаду губернатора (12-го та 16-го за рахунком) Вірджинії (28 грудня 1799—1 грудня 1802 та 16 січня 1811—2 квітня 1811).
Також був посланником до Франції (1794—1796) та Великої Британії (1803—1808).
У 1803 брав участь у Луїзіанській покупці.
Впродовж 1811–1814 і 1815–1817 був державним секретарем США.
У 1816 році переміг на виборах і був головою держави в 1817–1825 роках.
Монро помер 4 липня 1831 року в Нью-Йорку.

## Цікаві факти
- Перший президент США етнічний шотландець.

- Останній президент з "Вірджинської династії"

- Історична класифікація президентів зазвичай відносить Монро до другої (з чотирьох) категорії президентів.
- За його президентства США придбали в Іспанії Флориду.
- Монро є останнім президентом США, якого дагеротипного зображення не існує, а також останнім, хто одягався за модою XVIII століття у кюлоти, перебуваючи на посаді.

## Вшанування пам'яті
На честь Монро названа столиця Ліберії Монровія.

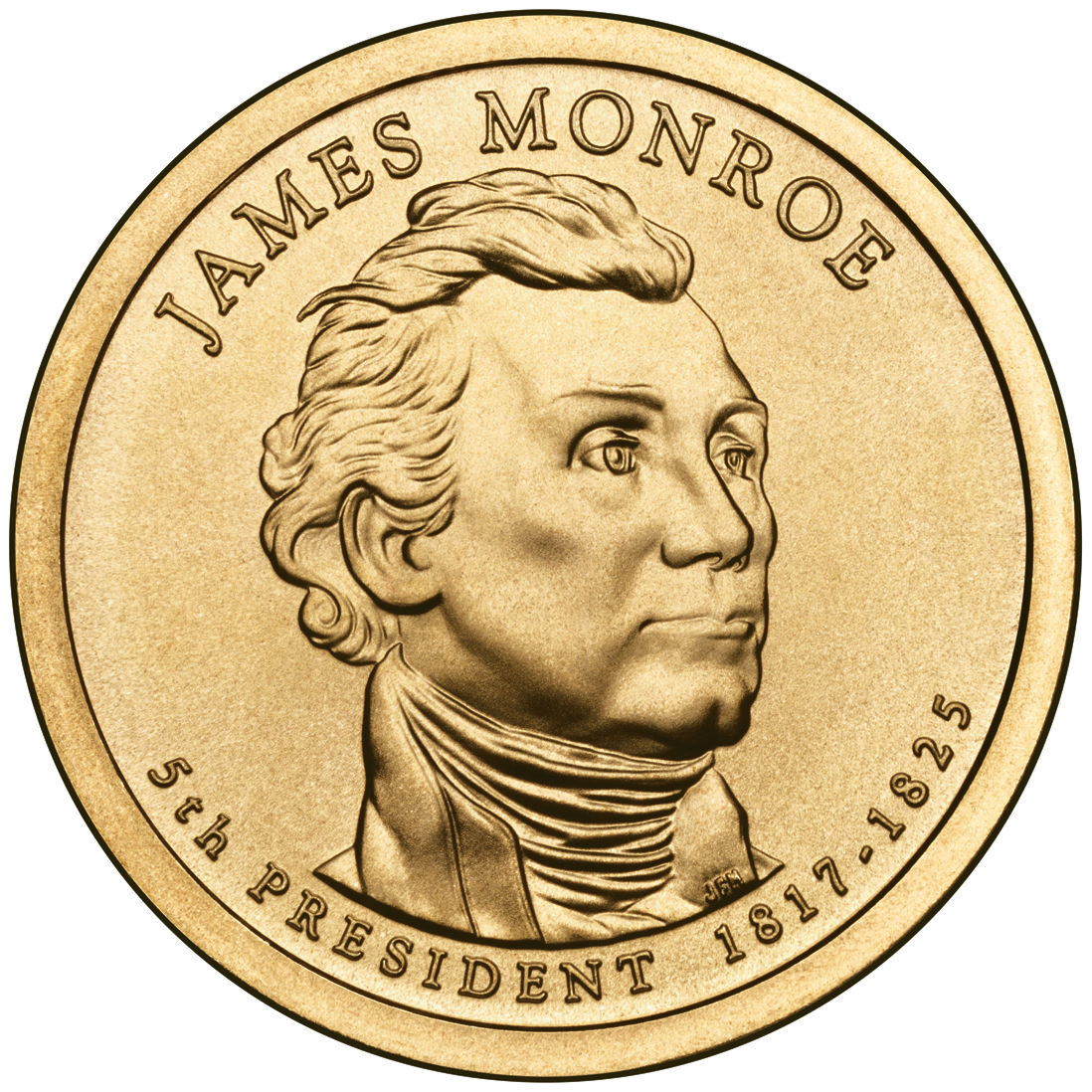
Однодоларова монета із зображенням Монро